# 珠洲市立上黒丸小学校
珠洲市立上黒丸小学校 （すずしりつ かみくろまるしょうがっこう）は、かつて石川県珠洲市若山町にあった市立小学校。1878年5月8日開校、2006年3月閉校。

## 沿革
- 1878年5月8日 - 啓心小学校が創立
- 1880年 - 珠洲郡筒易科黒丸小学校
- 1892年 - 西若山村立上黒丸尋常小学校
- 1941年4月 - 若山村立上黒丸国民学校と改称。
- 1947年 - 若山村立上黒丸小学校。
- 1954年5月15日 - 珠洲市立上黒丸小学校となる。
- 2006年3月17日 - 最後の卒業式[1]。
- 2006年3月26日 - 閉校記念式典[2]。

## 所在地
- 石川県珠洲市若山町10-34

## 閉校
2000年、珠洲市教育委員会は貝藏治市長に複式学級解消を目指した市内小中学校の統合計画を答申、上黒丸小学校については2003年度に若山小に統合する方針を示した。2005年12月、珠洲市議会は上黒丸小の廃止を決め、2006年3月30日には閉校記念式典が開かれて、閉校記念碑が除幕された。
閉校時点の児童数は、卒業生3名を含む計14名であった。建物自体は解体されず現在でも残っており、かつて校舎だったところはシニアホームなどに使用されている。

## その他
- かつて運動場だったところは公園などに使用されている。